# パロマー4
パロマー4(Palomar 4)は、銀河系の球状星団である。1949年にエドウィン・ハッブルが発見し、1955年にアルバート・ウィルソンが再発見した。地球からは約35万6000光年離れている。
この星団は、銀河系の伴銀河のマゼラン雲やいて座矮小楕円銀河よりも遙かに遠くにある。
当初は、矮小銀河であると考えられ、「おおぐま座矮小銀河」という名前が与えられたが、後に球状星団であることが明らかとなった。